# Resolutie 2249 Veiligheidsraad Verenigde Naties
Resolutie 2249 van de Veiligheidsraad van de Verenigde Naties werd unaniem aangenomen door de VN-Veiligheidsraad op 20 november 2015. In deze door Frankrijk opgestelde resolutie concludeerde de Veiligheidsraad dat IS een ongeziene bedreiging voor de wereldwijde vrede en veiligheid was geworden. Ook veroordeelde de Raad de vele aanslagen die de terreurgroep in 2015 had gepleegd. Landen werden opgeroepen alle nodige maatregelen te nemen om het terrorisme van IS in Syrië en Irak te onderdrukken.

## Achtergrond
Volgend op de stemming herinnerde de Franse vertegenwoordiger aan de terreuraanslagen in zijn eigen land en zei dat middels deze resolutie de uitzonderlijke dreiging die uitging van Da'esh (IS) werd erkend. Frankrijk was vastbesloten Da'esh met alle mogelijke middelen te bestrijden, daarbij trouw blijvend aan de waarden van de Verenigde Naties. Dat moest echter gepaard gaan met een politieke overgang (in Syrië) die Da'esh zou uitschakelen. Gezamenlijke actie was nu mogelijk onder artikel 51 van het Handvest van de Verenigde Naties, dat landen het recht gaf zich – collectief – te verdedigen tegen een gewapende aanval.
Ook Rusland was ontstemd over de aanslagen, onder meer die boven de Sinaï met een Russisch passagiersvliegtuig, en wilde samenwerken met andere landen om de verantwoordelijken te straffen. Daarom moest het de Franse (ontwerp)resolutie steunen, waarbij ook rekening was gehouden met amendementen die Rusland had ingediend. Het was een stap naar de vorming van een breed front om de wortels van terrorisme uit te roeien. Het land had op 30 september een gelijkaardige ontwerpresolutie ingediend, maar die had het niet gehaald door de "politieke kortzichtigheid van sommigen".

## Inhoud
Vanwege de gewelddadige extremistische ideologie, grootschalige aanvallen op de bevolking, mensenrechtenschendingen, de vernietiging van en handel in cultureel erfgoed, de controle over grote delen van het grondgebied en de natuurlijke rijkdommen van Irak en Syrië en de rekrutering van strijders in landen ver buiten dit gebied beschouwde de Veiligheidsraad IS als een bedreiging voor de internationale vrede en veiligheid zonder precedent. Men verwachtte ook dat de situatie verder zou verslechteren zolang er geen politieke oplossing gevonden was voor het conflict in Syrië.
De Raad veroordeelde de terreuraanslagen in Sousse (Tunesië) op 26 juni 2015, in Ankara (Turkije) op 10 oktober 2015, boven de Sinaï (Egypte) op 31 oktober 2015, in Beiroet (Libanon) op 12 november 2015 en in Parijs (Frankrijk) op 13 november 2015.
Alle landen die ertoe in staat waren werden opgeroepen alle nodige maatregelen te nemen, in overeenstemming met het internationaal recht, om terreuraanslagen te voorkomen en verijdelen, en de uitvalsbasis van IS in Irak en Syrië te ontmantelen. Er werd ook op aangedrongen om de instroom van strijders naar Irak en Syrië in te perken en de financiering van terreurgroepen af te snijden.

## Verwante resoluties
- Resolutie 2178 Veiligheidsraad Verenigde Naties (2014)
- Resolutie 2195 Veiligheidsraad Verenigde Naties (2014)
- Resolutie 2253 Veiligheidsraad Verenigde Naties

Lijst ·  2196 ·  2197 ·  2198 ·  2199 ·  2200 ·  2201 ·  2202 ·  2203 ·  2204 ·  2205 ·  2206 ·  2207 ·  2208 ·  2209 ·  2210 ·  2211 ·  2212 ·  2213 ·  2214 ·  2215 ·  2216 ·  2217 ·  2218 ·  2219 ·  2220 ·  2221 ·  2222 ·  2223 ·  2224 ·  2225 ·  2226 ·  2227 ·  2228 ·  2229 ·  2230 ·  2231 ·  2232 ·  2233 ·  2234 ·  2235 ·  2236 ·  2237 ·  2238 ·  2239 ·  2240 ·  2241 ·  2242 ·  2243 ·  2244 ·  2245 ·  2246 ·  2247 ·  2248 ·  2249 ·  2250 ·  2251 ·  2252 ·  2253 ·  2254 ·  2255 ·  2256 ·  2257 ·  2258 ·  2259